# Houtmarkt (Kortrijk)
De Houtmarkt is een plein in Kortrijk. Het werd aangelegd in 1580 op eigendom van de Groeningeabdij. De Houtmarkt vormde een onderdeel van de rand van de 17e-eeuwse binnenstad. In 17e en 18e eeuw heette het plein de "Houtmarct en Beestenmarct". Zo vroeg als 1619 werd vee verhandeld op de markt. In 1876 kreeg het de definitieve benaming.
In de 20e eeuw werd de markt omgevormd tot parkeerplein met enkele platanen. In 2016 werd de houtmarkt heraangelegd en werd het een groen plein met daaronder een ondergrondse parking. Vandaag heeft het plein de vorm van een blad. Een diagonaal wandelpad in het midden loopt van het Begijnhofpark naar het Plein van Kortrijk. De Houtmarkt werd ook autoluw gemaakt, met meer aandacht voor open ruimte.

## Bebouwing

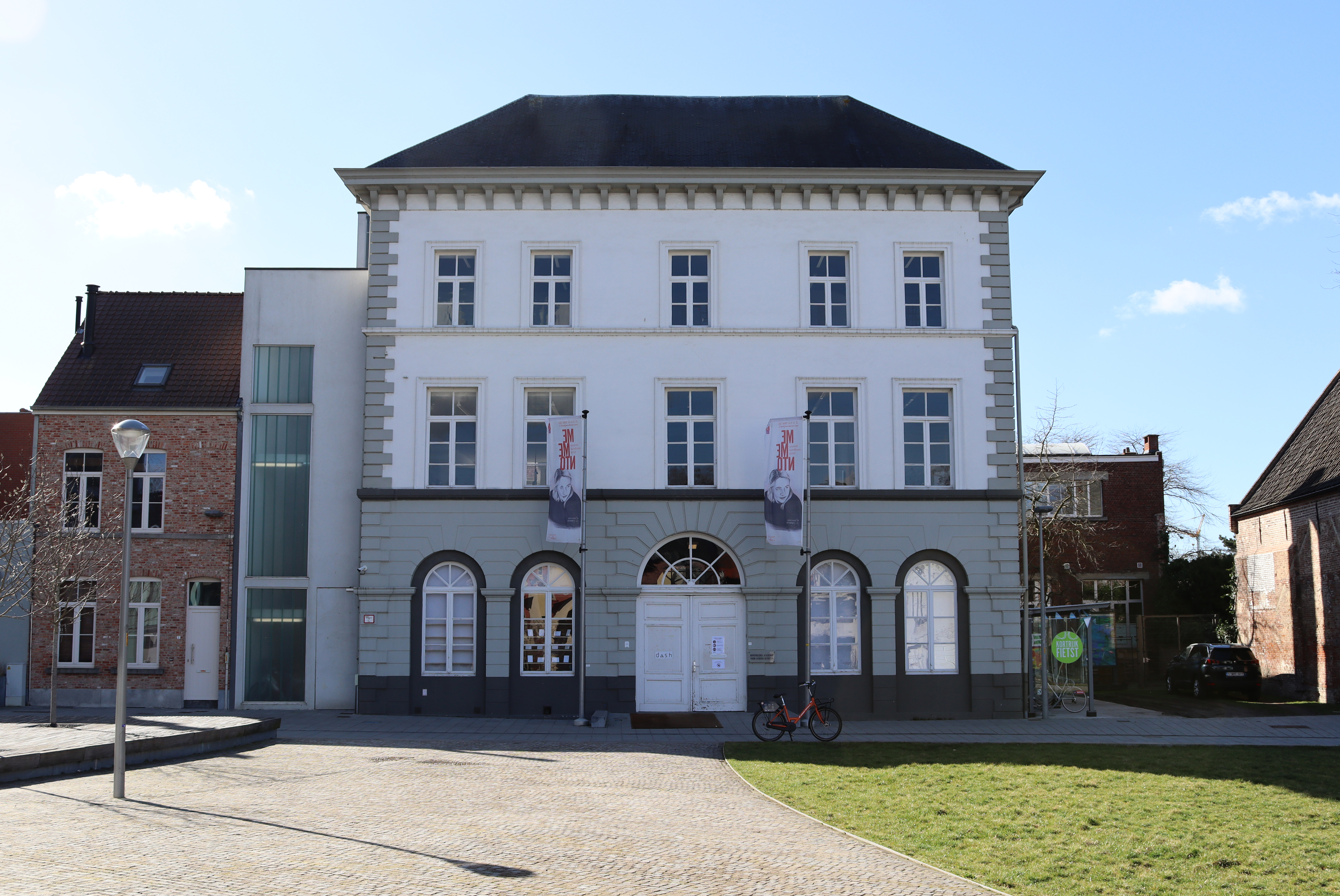
Gevel van de Koninklijke Academie voor Schone kunsten van Kortrijk

Een opvallend gebouw is de Koninklijke Academie voor Schone Kunsten van Kortrijk, die dient als een kunstacademie voor jongeren en volwassenen. De academie is sinds in 1931 in dit gebouw gevestigd.
Ten noorden van de houtmarkt bevinden zich appartementen op de plaats van het vroegere mechanische weverij van Catteaux-Gauquié.
Ten zuiden van de houtmarkt bevindt zich het woonzorgcentrum Sint-Vincentius (gebouwd in 2017) op de plaats van het vroegere Sint-Niklaasziekenhuis (1958). Dat ziekenhuis was gebouwd op gronden van het vroegere Sint-Niklaaskerkhof (vermeld in 1378) en later de Sint-Niklaasschool.